# Steffen Iversen
Steffen Iversen (Oslo, 10 november 1976) is een voormalig voetballer uit Noorwegen. Hij begon zijn carrière bij Rosenborg BK. Na gespeeld te hebben in Engeland keerde hij in 2004 terug naar Noorwegen. Sinds 2011 speelde Iversen weer in Engeland, bij Crystal Palace. In 2012 keerde hij andermaal terug naar zijn vaderland om zich aan te sluiten bij Rosenborg BK. Iversen is een aanvaller, die zowel als nummer 10 als als spits kan spelen.

## Rosenborg BK
Steffen Iversen is de zoon van de legendarische Noorse voetballer Odd Iversen. Hij werd geboren in de Noorse hoofdstad Oslo, maar net als zijn vader wordt hij gezien als een typisch persoon uit Trondheim. Zijn vader komt daarvandaan, maar Steffen is geboren in Oslo, omdat Odd destijds bij Vålerenga IF speelde. Daarom is het ook niet zo verwonderlijk dat, na in de jeugd bij Nationalkameratene en Astor FK gespeeld te hebben, de eerste professionele voetbalclub van Steffen Iversen Rosenborg BK uit Trondheim was. Bij die club maakte hij in 1995 zijn debuut. Als wisselspeler kwam hij na 63 minuten in het veld voor Tom Kåre Staurvik in de wedstrijd tegen KIL Toppfotball. Meteen in zijn eerste seizoen speelde Iversen al met een vaste rol. Mede dankzij zijn goede optredens - in vijftig wedstrijden scoorde hij achttien keer - werd Rosenborg zowel in 1995 als in 1996 kampioen van Noorwegen. Iversen maakte indruk op veel buitenlandse clubs en uiteindelijk werd hij in de winterstop van het seizoen 1996/1997 aangetrokken door een Engelse club.

## Tottenham Hotspur
In november 1996, net nadat hij twintig was geworden, maakte Steffen Iversen de overstap van Rosenborg naar het Engelse Tottenham Hotspur. Bij een van de grootste clubs uit Londen kwam hij samen te spelen met onder anderen Sol Campbell, Allan Nielsen en Jürgen Klinsmann. In zijn eerste halve seizoen was Iversen direct succesvol. Hij speelde zestien wedstrijden, waarin hij zes keer scoorde. De eerste wedstrijd waarin de aanvaller uit Noorwegen scoorde voor Tottenham Hotspur vond plaats op 26 december 1996. In de Premier Leaguewedstrijd tegen Southampton FC scoorde hij direct twee keer, waardoor de Spurs de wedstrijd met 3-1 wonnen. Zijn eerste volle seizoen bij de club met als stadion White Hart Lane, was minder gelukkig. Door blessures kwam hij niet verder dan dertien wedstrijden. Het grootste succes dat Steffen Iversen met Tottenham mee zou maken, vond plaats in het seizoen 1998/1999. Na onder andere Liverpool en Manchester United uitgeschakeld te hebben, stuitte Iversen met Tottenham in de finale van de League Cup op Leicester City. Uiteindelijk werd deze wedstrijd moeizaam met 1-0 gewonnen, door een doelpunt van Allan Nielsen in de negentigste minuut. Daardoor werd de League Cup gewonnen, de enige prijs die Iversen met Tottenham Hotspur zou bereiken. Het grootste persoonlijke succes voor Iversen gedurende zijn tijd bij de Spurs kwam een seizoen later. In het seizoen 1999/2000 scoorde hij namelijk veertien doelpunten, waardoor hij een van de meest scorende spelers van de Premier League werd. Tot en met het seizoen 2002/2003 zou Steffen Iversen deel uit blijven maken van de selectie van Tottenham. Hij kreeg tegen die tijd echter al steeds minder speeltijd, door concurrentie van spitsen als Robbie Keane en Teddy Sheringham. In totaal speelde Steffen Iversen 143 wedstrijden. Daarin scoorde de Noor 36 doelpunten.

## Wolverhampton Wanderers
Omdat hij nog maar weinig speeltijd kreeg bij Tottenham, maakte Steffen Iversen voor aanvang van het seizoen 2003/2004 de overstap naar Wolverhampton Wanderers. Ondanks dat die club in het seizoen 2002/2003 als vijfde was geëindigd in de First Division, was het dankzij de play-offs toch gepromoveerd naar de Premier League. Met zijn ervaring was Steffen Iversen een van de spelers die ervoor moesten zorgen dat Wolverhampton niet onmiddellijk weer degradeerde, maar handhaving wist te bewerkstelligen. Ook bij de Wanderers kwam Iversen echter weinig aan spelen toe. In zestien wedstrijden scoorde hij dan ook maar vier keer. Daarnaast eindigde Wolverhampton als twintigste in de competitie en degradeerde zodoende samen met Leeds United en Leicester naar de First Division. Na dit seizoen keerde Iversen terug naar Noorwegen.

## Vålerenga IF
Na het teleurstellende seizoen bij Wolverhampton Wanderers keerde Steffen Iversen terug naar Noorwegen. Daar ging hij spelen bij Vålerenga IF, de club waar zijn vader Odd ook vroeger speelde. Bij de club uit Oslo speelde Iversen een cruciale rol in het team. Dankzij spelers als hem, Arní Arason en Tore André Flo keerde Vålerenga na jaren weer terug aan de top. In het seizoen 2004 werd de club net geen kampioen, ondanks dat ze even veel punten had als Rosenborg. Zelfs het doelsaldo van de beide clubs was gelijk. Rosenborg had echter meer doelpunten gescoord, waardoor zij het landskampioenschap verwierf. In 2005 was het dan wel raak. Met Vålerenga werd Iversen voor de derde keer in zijn carrière kampioen van Noorwegen. Door dit landskampioenschap was daarnaast Rosenborg voor het eerst sinds dertien jaar geen kampioen geworden. In 2006 zou Iversen echter niet meer uitkomen voor Vålerenga. Zijn contract liep af en ondanks dat de club hem een nieuw contract aanbood, net zoals Real Mallorca en Everton FC, koos de Noor voor een oude bekende. In totaal scoorde Steffen Iversen elf doelpunten in 29 wedstrijden voor Vålerenga.

## Terug bij Rosenborg
In 2006 keerde Steffen Iversen terug naar bij zijn eerste professionele voetbalclub, Rosenborg BK. Daarmee werd hij in 2006 opnieuw kampioen. Daarnaast werd hij dat jaar voor het eerst in zijn loopbaan uitgeroepen tot Aanvaller van het Jaar. Dit had hij mede te danken aan de zeventien doelpunten die hij dat seizoen scoorde voor de club. Tegenwoordig speelt Iversen nog steeds voor Rosenborg, ondanks dat hij bijna een contract had getekend bij het Belgische KRC Genk. Volgens vertegenwoordigers van die club hadden de club en Iversen in 2006 over de telefoon al een akkoord, maar uiteindelijk besloot hij toch bij Rosenborg te blijven. In 2011 trok Iversen naar de Engelse tweedeklasser Crystal Palace, om in 2012 toch weer terug te keren bij Rosenborg BK.

## Interlandcarrière
Iversen nam in 1998 met Jong Noorwegen deel aan de EK-eindronde U21 in Roemenië. Daar eindigde de ploeg onder leiding van bondscoach Nils Johan Semb op de derde plaats na een 2-0-overwinning in de troostfinale op Nederland. Iversen nam in dat duel beide treffers voor zijn rekening. Vanwege zijn goede prestaties bij Tottenham Hotspur mocht Iversen zich in 1998 voor het eerst melden bij het nationale A-elftal van Noorwegen. Zijn debuut zou hij maken op 14 oktober 1998 tegen Albanië. Hij kwam toen in de 57ste minuut binnen de lijnen ter vervanging van Alf-Inge Håland. Sindsdien is Iversen een vaste kracht binnen het nationale elftal gebleven. Zijn eerste doelpunt voor Noorwegen scoorde hij een paar maanden na zijn debuut tegen Jamaica. Iversen mocht mee naar EURO 2000, gehouden in Nederland en België, en zorgde daar voor een verrassing. Door in de 65ste minuut te scoren won Noorwegen de eerste wedstrijd van het toernooi met 1-0 van Spanje. Doordat er verloren werd van Joegoslavië en gelijkgespeeld tegen Slovenië, plaatste Iversen zich echter niet met Noorwegen voor de kwartfinale. Tegenwoordig maakt Iversen nog steeds deel uit van de selectie van het Noors elftal, waar hij jarenlang een aanvalsduo vormde met John Carew. Iversen maakte de 1.100ste goals uit de geschiedenis van het Noors voetbalelftal, toen hij op 6 september 2008 het tweede Noorse doelpunt maakte in de wedstrijd tegen IJsland (2-2) in het Ullevaal Stadion te Oslo.
| Interlands van Steffen Iversen voor Noorwegen | Interlands van Steffen Iversen voor Noorwegen | Interlands van Steffen Iversen voor Noorwegen | Interlands van Steffen Iversen voor Noorwegen | Interlands van Steffen Iversen voor Noorwegen | Interlands van Steffen Iversen voor Noorwegen |
| №                                             | Datum                                         | Wedstrijd                                     | Uitslag                                       | Competitie                                    | Goals                                         |
| --------------------------------------------- | --------------------------------------------- | --------------------------------------------- | --------------------------------------------- | --------------------------------------------- | --------------------------------------------- |
| 1                                             | 14 oktober 1998                               | Noorwegen – Albanië                           | 2–2                                           | EK-kwalificatie                               |                                               |
| 2                                             | 18 november 1998                              | Egypte – Noorwegen                            | 1–1                                           | Oefeninterland                                |                                               |
| 3                                             | 27 maart 1999                                 | Griekenland – Noorwegen                       | 0–2                                           | EK-kwalificatie                               |                                               |
| 4                                             | 28 april 1999                                 | Georgië – Noorwegen                           | 1–4                                           | EK-kwalificatie                               |                                               |
| 5                                             | 20 mei 1999                                   | Noorwegen – Jamaica                           | 6–0                                           | Oefeninterland                                | Goal                                          |
| 6                                             | 30 mei 1999                                   | Noorwegen – Georgië                           | 1–0                                           | EK-kwalificatie                               | Goal                                          |
| 7                                             | 05 juni 1999                                  | Albanië – Noorwegen                           | 1–2                                           | EK-kwalificatie                               | Goal                                          |
| 8                                             | 18 augustus 1999                              | Noorwegen – Litouwen                          | 1–0                                           | Oefeninterland                                |                                               |
| 9                                             | 04 september 1999                             | Noorwegen – Griekenland                       | 1–0                                           | EK-kwalificatie                               |                                               |
| 10                                            | 08 september 1999                             | Noorwegen – Slovenië                          | 4–0                                           | EK-kwalificatie                               | Goal                                          |
| 11                                            | 09 oktober 1999                               | Letland – Noorwegen                           | 1–2                                           | EK-kwalificatie                               |                                               |
| 12                                            | 14 november 1999                              | Noorwegen – Duitsland                         | 0–1                                           | Oefeninterland                                |                                               |
| 13                                            | 29 maart 2000                                 | Zwitserland – Noorwegen                       | 2–2                                           | Oefeninterland                                |                                               |
| 14                                            | 26 april 2000                                 | Noorwegen – België                            | 0–2                                           | Oefeninterland                                |                                               |
| 15                                            | 27 mei 2000                                   | Noorwegen – Slowakije                         | 2–0                                           | Oefeninterland                                | Goal                                          |
| 16                                            | 13 juni 2000                                  | Spanje – Noorwegen                            | 0–1                                           | EK-eindronde                                  | Goal                                          |
| 17                                            | 18 juni 2000                                  | Noorwegen – Joegoslavië                       | 0–1                                           | EK-eindronde                                  |                                               |
| 18                                            | 21 juni 2000                                  | Slovenië – Noorwegen                          | 0–0                                           | EK-eindronde                                  |                                               |
| 19                                            | 16 augustus 2000                              | Finland – Noorwegen                           | 3–1                                           | Oefeninterland                                |                                               |
| 20                                            | 02 september 2000                             | Noorwegen – Armenië                           | 0–0                                           | WK-kwalificatie                               |                                               |
| 21                                            | 07 oktober 2000                               | Wales – Noorwegen                             | 1–1                                           | WK-kwalificatie                               |                                               |
| 22                                            | 11 oktober 2000                               | Noorwegen – Oekraïne                          | 0–1                                           | WK-kwalificatie                               |                                               |
| 23                                            | 24 maart 2001                                 | Noorwegen – Polen                             | 2–3                                           | WK-kwalificatie                               |                                               |
| 24                                            | 28 Mar 2001                                   | Wit-Rusland – Noorwegen                       | 2–1                                           | WK-kwalificatie                               |                                               |
| 25                                            | 15 augustus 2001                              | Noorwegen – Turkije                           | 1–1                                           | Oefeninterland                                |                                               |
| 26                                            | 01 september 2001                             | Polen – Noorwegen                             | 3–0                                           | WK-kwalificatie                               |                                               |
| 27                                            | 05 september 2001                             | Noorwegen – Wales                             | 3–2                                           | WK-kwalificatie                               |                                               |
| 28                                            | 13 februari 2002                              | België – Noorwegen                            | 1–0                                           | Oefeninterland                                |                                               |
| 29                                            | 17 april 2002                                 | Noorwegen – Zweden                            | 0–0                                           | Oefeninterland                                |                                               |
| 30                                            | 14 mei 2002                                   | Noorwegen – Japan                             | 3–0                                           | Oefeninterland                                |                                               |
| 31                                            | 22 mei 2002                                   | Noorwegen – IJsland                           | 1–1                                           | Oefeninterland                                |                                               |
| 32                                            | 07 september 2002                             | Noorwegen – Denemarken                        | 2–2                                           | EK-kwalificatie                               |                                               |
| 33                                            | 12 oktober 2002                               | Roemenië – Noorwegen                          | W 0–1                                         | EK-kwalificatie                               | Goal                                          |
| 34                                            | 16 oktober 2002                               | Noorwegen – Bosnië en Herz.                   | 2–0                                           | EK-kwalificatie                               |                                               |
| 35                                            | 20 november 2002                              | Oostenrijk – Noorwegen                        | 0–1                                           | Oefeninterland                                |                                               |
| 36                                            | 30 april 2003                                 | Ierland – Noorwegen                           | 1–0                                           | Oefeninterland                                |                                               |
| 37                                            | 22 mei 2003                                   | Noorwegen – Finland                           | 2–0                                           | Oefeninterland                                |                                               |
| 38                                            | 07 juni 2003                                  | Denemarken – Noorwegen                        | 1–0                                           | EK-kwalificatie                               |                                               |
| 39                                            | 11 Jun 2003                                   | Noorwegen – Roemenië                          | 1–1                                           | EK-kwalificatie                               |                                               |
| 40                                            | 20 augustus 2003                              | Noorwegen – Schotland                         | 0–0                                           | Oefeninterland                                |                                               |
| 41                                            | 07 september 2003                             | Bosnië en Her. – Noorwegen                    | 1–0                                           | EK-kwalificatie                               |                                               |
| 42                                            | 10 september 2003                             | Noorwegen – Portugal                          | 0–1                                           | Oefeninterland                                |                                               |
| 43                                            | 15 november 2003                              | Spanje – Noorwegen                            | 2–1                                           | EK-kwalificatie                               | Goal                                          |
| 44                                            | 19 november 2003                              | Noorwegen – Spanje                            | 0–3                                           | EK-kwalificatie                               |                                               |
| 45                                            | 18 februari 2004                              | Noord-Ierland – Noorwegen                     | 1–4                                           | Oefeninterland                                | Goal                                          |
| 46                                            | 09 oktober 2004                               | Schotland – Noorwegen                         | 0–1                                           | WK-kwalificatie                               | Goal                                          |
| 47                                            | 13 oktober 2004                               | Noorwegen – Slovenië                          | 3–0                                           | WK-kwalificatie                               |                                               |
| 48                                            | 16 november 2004                              | Australië – Noorwegen                         | 1–2                                           | Oefeninterland                                | Goal                                          |
| 49                                            | 09 februari 2005                              | Malta – Noorwegen                             | 0–3                                           | Oefeninterland                                |                                               |
| 50                                            | 30 maart 2005                                 | Moldavië – Noorwegen                          | 0–0                                           | WK-kwalificatie                               |                                               |
| 51                                            | 24 mei 2005                                   | Noorwegen – Costa Rica                        | 1–0                                           | Oefeninterland                                |                                               |
| 52                                            | 04 juni 2005                                  | Noorwegen – Italië                            | 0–0                                           | WK-kwalificatie                               |                                               |
| 53                                            | 08 juni 2005                                  | Zweden – Noorwegen                            | 2–3                                           | Oefeninterland                                | Goal                                          |
| 54                                            | 17 augustus 2005                              | Noorwegen – Zwitserland                       | 0–2                                           | Oefeninterland                                |                                               |
| 55                                            | 03 september 2005                             | Slovenië – Noorwegen                          | 2–3                                           | WK-kwalificatie                               |                                               |
| 56                                            | 08 oktober 2005                               | Noorwegen – Moldavië                          | 1–0                                           | WK-kwalificatie                               |                                               |
| 57                                            | 12 oktober 2005                               | Wit-Rusland – Noorwegen                       | 0–1                                           | WK-kwalificatie                               |                                               |
| 58                                            | 12 november 2005                              | Noorwegen – Tsjechië                          | 0–1                                           | WK-kwalificatie                               |                                               |
| 59                                            | 16 november 2005                              | Tsjechië – Noorwegen                          | 1–0                                           | WK-kwalificatie                               |                                               |
| 60                                            | 16 augustus 2006                              | Noorwegen – Brazilië                          | 1–1                                           | Oefeninterland                                |                                               |
| 61                                            | 02 september 2006                             | Hongarije – Noorwegen                         | 1–4                                           | EK-kwalificatie                               |                                               |
| 62                                            | 06 september 2006                             | Noorwegen – Moldavië                          | 2–0                                           | EK-kwalificatie                               | Goal                                          |
| 63                                            | 07 oktober 2006                               | Griekenland – Noorwegen                       | 1–0                                           | EK-kwalificatie                               |                                               |
| 64                                            | 15 november 2006                              | Servië – Noorwegen                            | 1–1                                           | Oefeninterland                                |                                               |
| 65                                            | 07 februari 2007                              | Kroatië – Noorwegen                           | 2–1                                           | Oefeninterland                                |                                               |
| 66                                            | 24 maart 2007                                 | Noorwegen – Bosnië en Herz.                   | 1–2                                           | EK-kwalificatie                               |                                               |
| 67                                            | 02 juni 2007                                  | Noorwegen – Malta                             | 4–0                                           | EK-kwalificatie                               | Goal                                          |
| 68                                            | 06 juni 2007                                  | Noorwegen – Hongarije                         | 4–0                                           | EK-kwalificatie                               | Goal                                          |
| 69                                            | 08 september 2007                             | Moldavië – Noorwegen                          | 0–1                                           | EK-kwalificatie                               | Goal                                          |
| 70                                            | 12 september 2007                             | Noorwegen – Griekenland                       | 2–2                                           | EK-kwalificatie                               |                                               |
| 71                                            | 17 november 2007                              | Noorwegen – Turkije                           | 1–2                                           | EK-kwalificatie                               |                                               |
| 72                                            | 21 november 2007                              | Malta – Noorwegen                             | 1–4                                           | EK-kwalificatie                               | Goal · Goal · Goal                            |
| 73                                            | 26 maart 2008                                 | Montenegro – Noorwegen                        | 3–1                                           | Oefeninterland                                |                                               |
| 74                                            | 06 september 2008                             | Noorwegen – IJsland                           | 2–2                                           | WK-kwalificatie                               | Goal · Goal                                   |
| 75                                            | 11 oktober 2008                               | Schotland – Noorwegen                         | 0–0                                           | WK-kwalificatie                               |                                               |
| 76                                            | 15 oktober 2008                               | Noorwegen – Nederland                         | 0–1                                           | WK-kwalificatie                               |                                               |
| 77                                            | 12 augustus 2009                              | Noorwegen – Schotland                         | 4–0                                           | WK-kwalificatie                               |                                               |
| 78                                            | 03 september 2010                             | IJsland – Noorwegen                           | 1–2                                           | EK-kwalificatie                               |                                               |
| 79                                            | 26 maart 2011                                 | Noorwegen – Denemarken                        | 1–1                                           | EK-kwalificatie                               |                                               |

## Statistieken[3]
| seizoen                        | club                           | land                           | competitie       | duels | goals |
| ------------------------------ | ------------------------------ | ------------------------------ | ---------------- | ----- | ----- |
| 1995                           | Rosenborg BK                   | Noorwegen                      | Tippeligaen      | 25    | 8     |
| 1996                           | Rosenborg BK                   | Noorwegen                      | Tippeligaen      | 25    | 10    |
| 1996/97                        | Tottenham Hotspur              | Engeland                       | Premier League   | 16    | 6     |
| 1997/98                        | Tottenham Hotspur              | Engeland                       | Premier League   | 13    | 0     |
| 1998/99                        | Tottenham Hotspur              | Engeland                       | Premier League   | 27    | 9     |
| 1999/00                        | Tottenham Hotspur              | Engeland                       | Premier League   | 36    | 14    |
| 2000/01                        | Tottenham Hotspur              | Engeland                       | Premier League   | 14    | 2     |
| 2001/02                        | Tottenham Hotspur              | Engeland                       | Premier League   | 18    | 4     |
| 2002/03                        | Tottenham Hotspur              | Engeland                       | Premier League   | 19    | 1     |
| 2003/04                        | Wolverhampton Wanderers        | Engeland                       | Premier League   | 16    | 4     |
| 2004                           | Vålerengen IF                  | Noorwegen                      | Tippeligaen      | 11    | 4     |
| 2005                           | Vålerengen IF                  | Noorwegen                      | Tippeligaen      | 21    | 7     |
| 2006                           | Rosenborg BK                   | Noorwegen                      | Tippeligaen      | 24    | 17    |
| 2007                           | Rosenborg BK                   | Noorwegen                      | Tippeligaen      | 23    | 13    |
| 2008                           | Rosenborg BK                   | Noorwegen                      | Tippeligaen      | 22    | 10    |
| 2009                           | Rosenborg BK                   | Noorwegen                      | Tippeligaen      | 29    | 9     |
| 2010                           | Rosenborg BK                   | Noorwegen                      | Tippeligaen      | 30    | 14    |
| 2010/11                        | Crystal Palace                 | Engeland                       | The Championship | 17    | 2     |
| 2011/12                        | Crystal Palace                 | Engeland                       | The Championship | 3     | 0     |
| 2012                           | Rosenborg BK                   | Noorwegen                      | Tippeligaen      | 21    | 6     |
| 2013                           | Rosenborg BK                   | Noorwegen                      | Tippeligaen      |       |       |
| Bijgewerkt tot 26 januari 2013 | Bijgewerkt tot 26 januari 2013 | Bijgewerkt tot 26 januari 2013 | Totaal           |       |       |

## Erelijst
- Tippeligaen: 1995, 1996 (Rosenborg), 2005 (Vålerenga), 2006 (Rosenborg)
- Beker van Noorwegen: 1995 (Rosenborg)
- League Cup: 1999 (Tottenham Hotspur)
- Vice-kampioen Tippeligaen: 2004 (Vålerenga)
- Noors Speler van het Jaar: 2006 (Rosenborg)
- Noors Aanvaller van het Jaar: 2006 (Rosenborg)
- Noors Speler van de Maand: september 2006 (Rosenborg)